# DFB-Pokal 1968/69
DFB-Pokal-Sieger 1969 wurde zum vierten Mal der FC Bayern München. Die Bayern lösten damit den 1. FC Nürnberg als Rekordpokalsieger ab, der im Halbfinale besiegt wurde. Sie gewannen 1969 den DFB-Pokal bereits zum dritten Mal innerhalb von vier Jahren. Diesmal gelang ihnen sogar das Double; erstmals gewannen sie die deutsche Meisterschaft und den DFB-Pokal in einer Saison. Dies gelang zuvor nur dem FC Schalke 04 (1937). Der Titelverteidiger 1. FC Köln schied bereits in der 1. Hauptrunde gegen den VfB Stuttgart aus.

## 1. Hauptrunde
| Datum      |                          | Ergebnis  |                      |
| ---------- | ------------------------ | --------- | -------------------- |
| 04.01.1969 | Wormatia Worms           | 2:3       | Preußen Münster      |
| 04.01.1969 | Borussia Mönchengladbach | 5:2       | Hertha BSC           |
| 04.01.1969 | Rot-Weiss Essen          | 1:2       | Werder Bremen        |
| 04.01.1969 | SV Alsenborn             | 2:1       | MSV Duisburg         |
| 04.01.1969 | Eintracht Trier          | 1:3       | 1. FC Nürnberg       |
| 04.01.1969 | Rot-Weiß Oberhausen      | 2:3 n. V. | FC Schalke 04        |
| 04.01.1969 | SSV Jahn Regensburg      | 0:1       | Alemannia Aachen     |
| 04.01.1969 | Freiburger FC            | 0:1       | 1. FC Kaiserslautern |
| 05.01.1969 | Langenhorner TSV Hamburg | 1:2       | SC Sperber Hamburg   |
| 05.01.1969 | VfL Wolfsburg            | 1:2       | Hamburger SV         |
| 15.01.1969 | SV Arminia Hannover      | 4:0       | 1. FC Schweinfurt 05 |
| 22.01.1969 | VfB Stuttgart            | 1:0       | 1. FC Köln           |
| 28.01.1969 | Eintracht Braunschweig   | 1:0       | TSV 1860 München     |
| 05.02.1969 | FC Bayern München        | 0:0 n. V. | Kickers Offenbach    |
| 05.02.1969 | Eintracht Frankfurt      | 6:2       | Borussia Dortmund    |
| 12.02.1969 | Wacker 04 Berlin         | 1:4       | Hannover 96          |

### Wiederholungsspiel
| Datum      |                   | Ergebnis |                   |
| ---------- | ----------------- | -------- | ----------------- |
| 11.02.1969 | Kickers Offenbach | 0:1      | FC Bayern München |

## Achtelfinale
| Datum      |                      | Ergebnis  |                          |
| ---------- | -------------------- | --------- | ------------------------ |
| 15.02.1969 | Hamburger SV         | 2:0 n. V. | Borussia Mönchengladbach |
| 15.02.1969 | Alemannia Aachen     | 2:0       | Preußen Münster          |
| 15.02.1969 | FC Bayern München    | 1:0       | SV Arminia Hannover      |
| 15.02.1969 | FC Schalke 04        | 3:1       | SV Alsenborn             |
| 15.02.1969 | 1. FC Kaiserslautern | 1:0       | Eintracht Frankfurt      |
| 15.02.1969 | Werder Bremen        | 5:0       | Eintracht Braunschweig   |
| 15.02.1969 | Hannover 96          | 2:2 n. V. | VfB Stuttgart            |
| 02.04.1969 | SC Sperber Hamburg   | 0:0 n. V. | 1. FC Nürnberg           |

### Wiederholungsspiele
| Datum      |                | Ergebnis |                    |
| ---------- | -------------- | -------- | ------------------ |
| 05.03.1969 | VfB Stuttgart  | 0:1      | Hannover 96        |
| 12.04.1969 | 1. FC Nürnberg | 7:0      | SC Sperber Hamburg |

## Viertelfinale
| Datum      |                      | Ergebnis |                   |
| ---------- | -------------------- | -------- | ----------------- |
| 03.04.1969 | Hamburger SV         | 0:2      | FC Bayern München |
| 03.04.1969 | FC Schalke 04        | 2:0      | Alemannia Aachen  |
| 03.04.1969 | 1. FC Kaiserslautern | 3:0      | Werder Bremen     |
| 23.04.1969 | 1. FC Nürnberg       | 1:0      | Hannover 96       |

## Halbfinale
| Datum      |                      | Ergebnis  |                |
| ---------- | -------------------- | --------- | -------------- |
| 03.05.1969 | FC Bayern München    | 2:0       | 1. FC Nürnberg |
| 03.05.1969 | 1. FC Kaiserslautern | 1:1 n. V. | FC Schalke 04  |

### Wiederholungsspiel
| Datum      |               | Ergebnis |                      |
| ---------- | ------------- | -------- | -------------------- |
| 13.05.1969 | FC Schalke 04 | 3:1      | 1. FC Kaiserslautern |

## Finale
| Paarung           | FC Bayern München – FC Schalke 04 |
| Ergebnis          | 2:1 (2:1) |
| Datum             | 14. Juni 1969 um 16:00 Uhr |
| Stadion           | Frankfurter Waldstadion, Frankfurt am Main |
| Zuschauer         | 64.000 |
| Schiedsrichter    | Helmut Fritz (Ludwigshafen am Rhein) |
| Tore              | 1:0 Müller (13.) 1:1 Pohlschmidt (19.) 2:1 Müller (35.) |
| FC Bayern München | Sepp Maier, Werner Olk, Peter Pumm, Georg Schwarzenbeck, Franz Beckenbauer, Helmut Schmidt, Franz Roth, Rainer Ohlhauser, Gerd Müller, August Starek, Dieter Brenninger Cheftrainer: Branko Zebec ( Jugoslawien)                                                                 |
| FC Schalke 04     | Norbert Nigbur, Hans-Jürgen Becher (60. Jürgen-Michael Galbierz), Friedel Rausch, Gerhard Neuser, Klaus Fichtel, Heinz van Haaren (76. Waldemar Slomiany), Reinhard Libuda, Hermann Erlhoff, Manfred Pohlschmidt, Klaus Senger, Hans-Jürgen Wittkamp Cheftrainer: Rudi Gutendorf |